# Герб Белгородской области
Герб Белгородской области — официальный символ Белгородской области, утверждён постановлением областной Думы № 11 от 15 февраля 1996 года. Это был первый утверждённый герб среди российских регионов. Герб разработан комиссией по геральдике при главе администрации области и соответствует историческому гербу Белгородской губернии 1730 года. Автор герба — художник Виктор Павлович Легеза.

## Описание и обоснование символики
Геральдическое описание (блазон) гласит:
В лазоревом поле чёрный орёл с серебряными глазами и золотым клювом, языком и когтями, над лежащим на зелёной земле золотым львом с серебряными глазами, зубами, когтями и с червлёным языком
Герб востановлен на основе герба Белгородской губернии (1730 г.)

## История
Герб Белгородской области в своей основе максимально сохраняет историческую и геральдическую преемственность первых белгородских гербов, разработанных в 1712 и 1729—1730 годах.
Впервые белгородская эмблема (предгерб), изображающая золотого льва и над ним орла появилась на ротных знамёнах Белгородского армейского пехотного полка, изготовленных в оружейной палате в 1712 году, а несколько позднее и на знамёнах Белгородского гарнизонного полка.
Размещение на геральдическом щите герба золотого льва и над ним одноглавого орла связано с конкретным историческим событием: достойным участием белгородцев в составе Белгородского армейского полевого полка в Северной войне 1700—1721 годов и особенно проявленном мужестве и отваге пехотинцев-белгородцев (фузелеров и гренадеров) в Полтавской битве 27 июня 1709 года, окончившейся полным разгромом шведов.
Лев в Белгородском гербе олицетворяет побеждённую Швецию — изображение льва было на королевском знамени Карла 12, а орёл был изображён на знамени предводителя русских войск — царя Петра I.
Датский посланник при дворе Петра I Юст Юль, описывая в своих «Записках» грандиозный фейерверк, устроенный в столице 1 января 1710 года по случаю победы в Полтавской баталии, среди множества атрибутов праздничных торжеств свидетельствует о длинном транспаранте со следующими надписями под рисунками: «А. Гора каменная, являющая Швецкое государство… В. Лев, выходящий из — за оной горы, являл армею швецкую… Д… столп с короною, являющей государство Российское, к которому лев приближился… Е. Потом явился орёл для защищения оного столпа, являющей армею российскую и онаго льва Перуном (или огненными стрелами) расшил с великим громом…»
На базе созданной 29 мая 1719 года по сенатскому Указу Белгородской провинции 1 марта 1727 года была учреждена Белгородская губерния, просуществовавшая до конца 1779 года.
При губернаторе Трубецком был утверждён первый белгородский губернский герб, удостоенный «высочайшей апробации» 3 марта 1730 года. В сенатском Указе от 8 марта 1730 года и в ряде других официальных актов прямо указывалось на то, что гербы городов из сборника 1730 года обер-директора над фортификациями всей России генерала графа Б. К. Миниха являлись одновременно гербами городов и соответствующих губерний.
Таким образом, Белгородская губерния имела следующий герб: «В золотом щите, на голубом поле жёлтый лев, на зелёной земле, и, над ним, одноглавый черный орёл». Это старейший герб Земли Белгородской.
Именно этот герб и взят в качестве официального символа сегодняшней Белгородской области. Герб воссоздан в традициях и по правилам геральдики и соответствует гербу 1730 года исторической Белгородской губернии XVIII века.
Герб, оставаясь по содержанию идентичным гербу полка, в связи с новыми канонами геральдической символики, имеет уже иной смысл: лев — сила, храбрость; орёл — власть, прозорливость; зелёное поле — надежда и изобилие; синее небо — красота, величие.
- Знамя Белгородского пехотного полка 1712 г.
- Герб Белгорода и Белгородской губернии 1730 г.
- Шраффировка герба Белгородской губернии с карты XVIII века.
- Эмблема СОБРа Белгородской таможни с гербом области
- Геометрия построения щита герба области[1]

В гербе области большое внимание уделено изображению в нём естественных фигур (льва и орла) в соответствии с существующими в русской и европейской практике геральдическими правилами, согласно которым все животные в гербах должны быть изображёнными не вполне согласно с их природным видом, то есть изображаться «орнаментально», а также учтено правило о необходимости сохранить в гербе «свойства» и «признаки» его происхождения «во всех мелких подробностях» историко-геральдической эпохи зарождения герба, тем более что первый белгородский губернский герб перешёл к нам от давних времён и от предков наших и представляет историческую достопамятность и наследие старины белгородского края.
Сохранённое лазоревое (голубое) поле в гербе области, помимо обозначения неба, является геральдическим символом величия, верности, честности, безупречности, целомудрия, мягкости и красоты. Зелёная земля (трава) в гербе области обозначает обильную растительность и является геральдическим символом изобилия, надежды, радости, свободы. Чёрный цвет орла в гербе области является геральдическим символом власти, прозорливости, благоразумия, мудрости, осторожности и постоянства. Золотой цвет льва является геральдическим символом христианских добродетелей: веры, справедливости, милосердия, смирения. Золотой цвет языка, клюва и когтей орла является одновременно геральдическим символом могущества, знатности и богатства, а красный цвет языка льва является символом любви, великодушия, а также смелости, храбрости, мужества и неустрашимости. Серебряный цвет глаз орла и льва, а также зубов и когтей льва является геральдическим символом правдивости, надежды, благородства, откровенности, невинности, чистоты, белизны.
После образования (а по сути воссоздания) 1 января 1954 года Белгородской области в прошедшие сорок с лишним лет область своего территориального символа — герба не имела.
В соответствии с Указом Президента Российской Федерации от 25 июля 1994 года N 1539 «О Государственной Герольдии при Президенте Российской Федерации» и в целях геральдического обеспечения, становления и координации этой работы в Белгородской области постановлением главы администрации области от 12 сентября 1994 года N 469 из историков, краеведов, художников была образована общественная комиссия по геральдике при главе администрации области, утверждено Положение о комиссии.
До этого времени в области практически не велась работа по созданию местной символики, не было утверждённого герба Белгородской области, не было гербов у большинства городов, районов и исторически известных поселений, не создавались местные знамёна и флаги, в недостаточной степени велась работа по разработке местных наград, знаков отличия, форменной одежды, геральдических знаков и других местных символов.
По заданию главы администрации области Е. С. Савченко комиссия приступила к работе над воссозданием исторических гербов Белгородской области и районов, а также к разработке новых гербов городов и районов, где их ранее не было.
Для воссоздания исторического герба Белгородской области, поиска и изучения архивных материалов о гербе, его художественного изображения был создан творческий коллектив из членов комиссии по геральдике в составе профессора Ильина Александра Ивановича, председателя Белгородского Союза Художников Легезы Виктора Павловича, председателя Правления Белгородского областного Историко-Родословного Общества Пальваля Валентина Митрофановича, кандидата исторических наук, доцента Пархоменко Ивана Григорьевича, краеведа Шмелева Юрия Николаевича.
Герб области, разработанный комиссией по геральдике при главе администрации области в традициях и по правилам геральдики и соответствующий гербу 1730 года исторической Белгородской губернии XVIII века, представляет собой следующее изображение: «В лазоревом (синем, голубом) поле черный орёл с серебряными глазами и золотым клювом, языком и когтями, над лежащим на зелёной земле золотым львом с серебряными глазами, зубами и когтями и с червлёным (красным) языком».
2 августа 1995 года на представленные ранее администрацией области на геральдическую экспертизу в Государственную Герольдию при Президенте Российской Федерации проект Положения и рисунка герба Белгородской области было получено из Герольдии заключение Государственного Герольдмейстера России Г. В. Вилинбахова, в котором приветствовалось «восстановление исторической символики Белгородской земли, обращение к глубоким уровням региональной традиции», а также были признаны «в полной мере удачными» представленные проекты документов о гербе области.
Государственный Герольдмейстер России просил прислать в Герольдию учредительные документы на герб области после его утверждения.
10 августа 1995 года учредительные документы на герб Белгородской области были рассмотрены главой администрации области Е. С. Савченко и представлены в Государственную Герольдию.
25 октября 1995 года из Государственной Герольдии в администрацию области пришёл следующий ответ: «Государственной Герольдией рассмотрены материалы по гербу Белгородской области. Изображение и описание герба, Постановление и Положение о нем выполнены на высоком геральдическом уровне. Они могут быть одобрены в полном объеме, и мы ставим их на федеральный учет… поздравляем с успешным решением вопроса о гербе области».